# 1000. pr. Kr.
◄ | 11. stoljeće pr. Kr. | 10. stoljeće pr. Kr. | 9. stoljeće pr. Kr. | ►
◄ | 1030-ih pr. Kr. | 1020-ih pr. Kr. | 1010-ih pr. Kr. | 1000-ih pr. Kr. | 990-ih pr. Kr. | 980-ih pr. Kr. | 970-ih pr. Kr. | ►
◄◄ | ◄ | 1003. pr. Kr. | 1002. pr. Kr. | 1001. pr. Kr. | 1000 pr. Kr. | 999. pr. Kr. | 998. pr. Kr. | 997. pr. Kr. | ► | ►►
Astronomija

## Događaji
- prvo naseljavanje Američke Samoe
- početak željeznog doba u Grčkoj
- Korint osvajaju Dorani
- Latini se spuštaju u Italiju s Dunava
- arheološki nalazi iz 2005., izvađenih iz tekstova, datiraju tamilski jezik u približno ovu godinu
- Na zapadnoj obali Jutlanda cvala je trgovina jantarom koji se izvozio u cijelu Europu.